# Cavicularia densa
Cavicularia densa es la única especie del género de Marchantiophyta Cavicularia.  Se distingue de Blasia por la ausencia de un collar alrededor de la base de la cápsula esporófito, y una disposición agrupada de los anteridios productores de esperma.
Cavicularia es endémica de Japón, donde crece bien en el suelo.
El compuesto químico cavicularina se aisló de esta especie. El compuesto es notable por ser el primer compuesto aislado en la naturaleza con  actividad óptica.

## Taxonomía
Cavicularia densa fue descrita por Franz Stephani y publicado en Bulletin de l'Herbier Boissier 5: 87. 1897.